# Louguan Tai

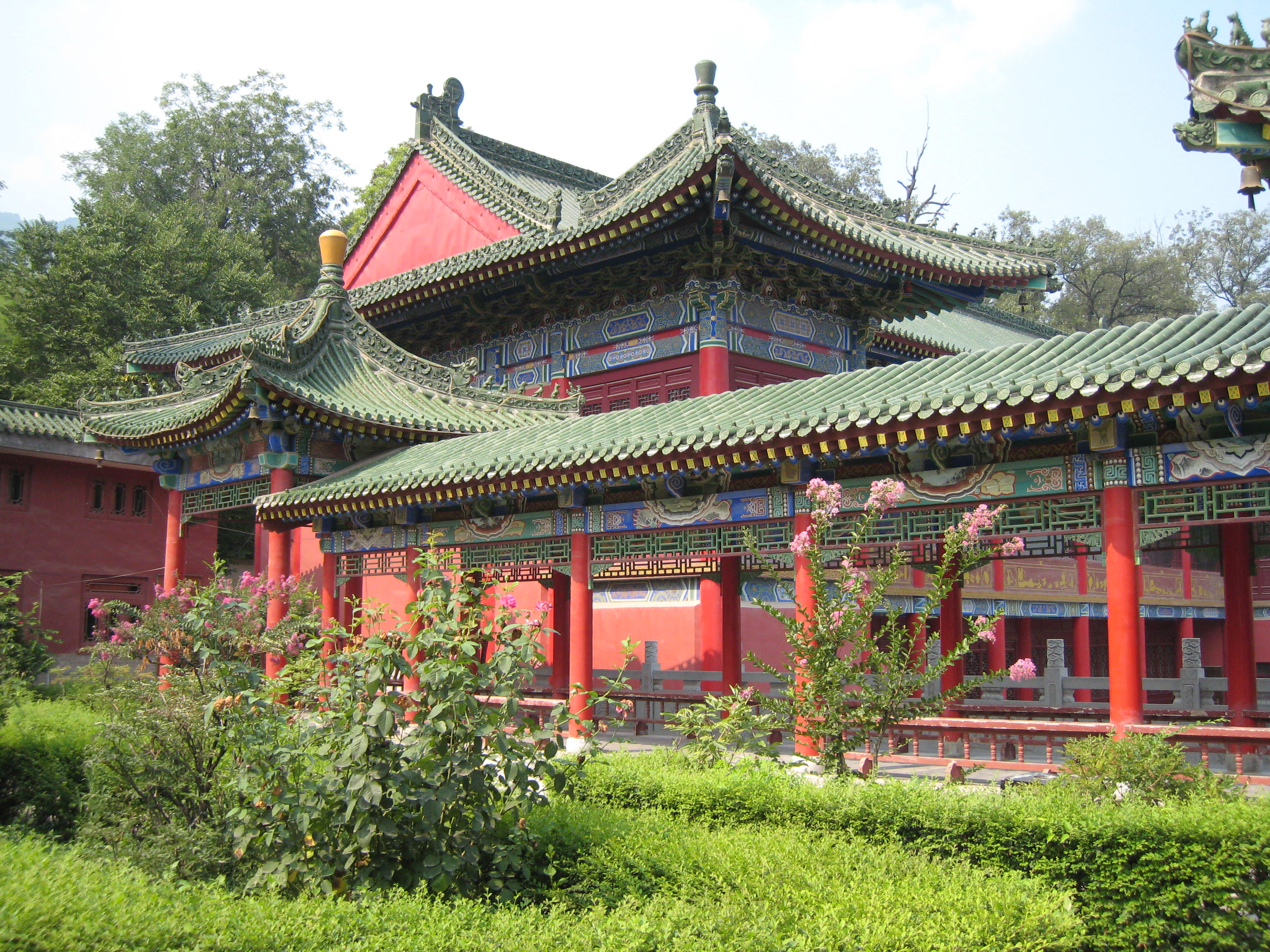
Anlage des Louguan-Tai-Tempels

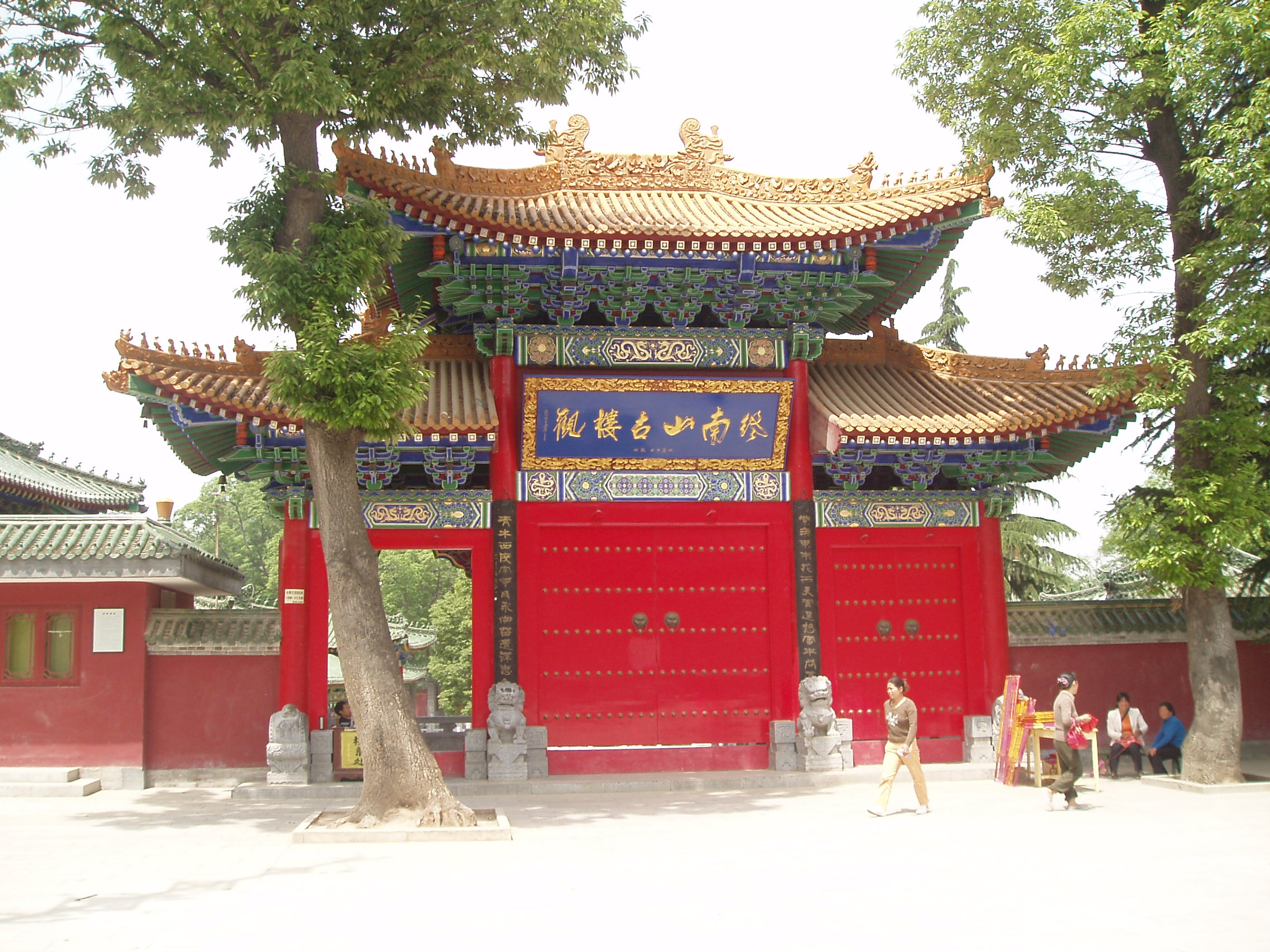
Eingang zum Louguan Tai

Louguan Tai (chinesisch 樓觀台 / 楼观台 – „Beobachtungsturm-Plattform“) bzw. Zhongnan Shan Louguan Tai (終南山樓觀台 / 终南山楼观台, englisch The Lookout Tower Platform/Louguan Terrace/Lookout Tower Monastery) ist ein daoistischer Tempel im Zhongnan-Gebirge (Zhongnan Shan) im Kreis Zhouzhi der chinesischen Provinz Shaanxi. Hier soll der Legende zufolge Laozi von Yin Xi aufgefordert worden sein, sein Wissen mitzuteilen.